# Robyn Erbesfield-Raboutou
Robyn Erbesfield-Raboutou (* 8. August 1963 in Atlanta, USA) ist eine amerikanische Sportkletterin und Trainerin. Sie wurde in den frühen 90er-Jahren Weltmeisterin und mehrfache Weltcupsiegerin im Leadklettern. Die von ihr gegründete  Kindertrainingsgruppe brachte zahlreiche erfolgreiche Wettkampfkletterinnen und -kletterer hervor.

## Kletterkarriere
Erbesfield gewann von 1992 bis 1995 insgesamt viermal den Gesamtweltcup im Schwierigkeitsklettern. 1995 wurde sie in Genf Weltmeisterin. 1994 gewann sie das Rockmaster in italienischen Arco. 1993 wurde sie Vizeweltmeisterin in Innsbruck und 1991 gewann sie Bronze an der Weltmeisterschaft in Frankfurt. In ihrer Karriere gewann sie an einem Weltcup insgesamt 12-mal Gold, 9-mal Silber sowie zweimal Bronze.
Draußen am Fels war Erbesfield die dritte Frau, die eine Route im Schwierigkeitsgrad 8b+ kletterte. 2012 kletterte sie 49-jährig ihre erste 8c-Route und war damit die älteste amerikanische Person, der eine 8c gelang.

## Karriere als Trainerin
Erbesfield begann 1993 mit dem Coaching und trainierte unter anderem Emily Harrington und Chris Sharma. 2003 oder 2005, wenige Jahre nach der Geburt ihrer eigenen Kinder, begann sie sich explizit mit dem Training von Kindern zu befassen und gründete in Boulder (Colorado) das Team ABC (von englisch Agility, Balance, Coordination ‚Beweglichkeit, Gleichgewicht, Koordination‘) für Unter-18-Jährige. Anfänglich wurde in einem Nebenraum des Boulder Rock Club trainiert, den ihr Mann Didier Raboutou mit niedrigen Wänden und nah beineinander liegenden Griffen mit Tiermotiven ausstattete. 2012 eröffnete sie die Kinderkletterhalle ABC Kids Climbing, 2018 beschäftigte die Halle 15 Trainerinnen und Trainer. Das Team ABC hat erfolgreiche Sportkletterer wie Margo Hayes, Megan Mascarenas, Natalia Grossman, Colin Duffy, Brooke Raboutou und Shawn Raboutou hervorgebracht.
Bei den Olympischen Spielen 2020 in Tokio entstammte die Hälfte der amerikanischen Kletterdelegation dem Team ABC (Colin Duffy, Brooke Raboutou), 2024 in Paris waren es in der Disziplin Boulder & Lead (Colin Duffy, Natalia Grossman, Brooke Raboutou) drei von vier.

## Privatleben
Erbesfield ist seit 1993 mit dem französischen Kletterer Didier Raboutou verheiratet und ihre gemeinsamen Kinder Brooke und Shawn Raboutou sind ebenfalls erfolgreiche Kletterer.